# Metsaküla (Saaremaa)
Metsaküla is een plaats in de Estlandse gemeente Saaremaa, provincie Saaremaa. De plaats heeft de status van dorp (Estisch: küla), maar had in 2011 nog maar één inwoner. In 2021 was het aantal inwoners ‘< 4’.
Tot in oktober 2017 lag Metsaküla in de gemeente Pihtla. In die maand ging Pihtla op in de fusiegemeente Saaremaa.

## Geschiedenis
Metsaküla werd in 1855 voor het eerst genoemd onder de Russische naam Меца (Metsa), een nederzetting op het landgoed van Sandla. In de jaren 1977–1997 maakte Metsaküla deel uit van het buurdorp Kangrusselja.